# Світловка (Біжбуляцький район)
Світло́вка (рос. Светловка, башк. Светловка) — присілок у складі Біжбуляцького району Башкортостану, Росія. Входить до складу Михайловської сільської ради.
Населення — 9 осіб (2010; 19 в 2002).
Національний склад:
- чуваші — 84 %